# Зиганшин, Камиль Фарухшинович
Камиль Фарухшинович Зиганшин (род. 15 марта 1950, Кандры, Башкирская АССР) — прозаик, путешественник. Лауреат Премии Президента Российской Федерации в области литературы и искусства за произведения для детей и юношества (2019), член Совета при Президенте Российской Федерации по реализации государственной политики в сфере поддержки русского языка и языков народов России (2024), Народный писатель Республики Башкортостан (2022). Заслуженный работник культуры Российской Федерации (2011). Пишет на русском языке, также имеются произведения на башкирском.

## Биография
Зиганшин Камиль Фарухшинович родился 15 марта 1950 года в поселке Кандры Туймазинского района Башкирской ССР, в башкирской семье кадрового офицера. Детство и юность прошли на Дальнем Востоке, в удалённых военных городках Хабаровского и Приморского краев. Уже с младших классов он пристрастился к путешествиям. А, став постарше, в летние каникулы работал рабочим в геологических партиях у своего дяди.
Поступив в 1967 году в Дальневосточный Политехнический институт на престижную тогда специальность «конструирование и производство радиоаппаратуры», Во время учёбы подрабатывал грузчиком в порту, а с третьего курса, — кочегаром, электриком, матросом 2 класса на китобойце «Вольный». Во время студенческих каникул с другом Юрой Сотниковым регулярно ходил в походы 3, 4 и 5 категорий сложности. На пятом курсе, из-за двухмесячного опоздания на занятия связанного с непредвиденной задержкой в стойбище удэгейцев, был отчислен из института.
После работал на семь ставок кочегаром во Владивостоке.
В 1972 году переехал в Горький (Нижний Новгород) где женился на Коскиной Татьяне Зиновьевне. В том же году у них родился старший сын Марат. Позже родилось еще четверо детей (второй сын и трое дочерей).
Получив в 1973 году в Горьковском политехническом институте диплом радиоинженера, Камиль Зиганшин переехал с семьёй в Уфу и начал работать в Управлении связи объединения «Башнефть» старшим инженером по радиосвязи.
В 1975 году тоска по путешествиям и Уссурийской тайге достигла такого накала, что он уволился и четыре сезона проработал штатным охотником в Лазовском госпромхозе Хабаровского края, промышляя вместе с удэгейцами соболя и мясо диких животных. Там на одном из притоков горной реки Хор на древнем хребте Сихотэ Алинь за ним был закреплен промысловый участок площадью в сто тысяч гектар.
Вернувшись в «Башнефть», прошёл путь от инженера до начальника производственно-измерительной лаборатории и по рабочим моментам исколесил весь Башкортостан. В 1980-х принимал активное участие в строительстве сетей радио и радиорелейной связи в Когалымской группе месторождений нефти в Западной Сибири.
В это же самое время стал писать, используя материалы охотничьих дневников, впечатления от путешествий и работы в геологических партиях, книгу о жизни удэгейцев и диких животных Дальневосточной тайги.
В 1988 году возглавил Службу связи Министерства бытового обслуживания населения Башкирской ССР. В том же году его первая повесть — «Щедрый Буге» вышла 360-тысячным тиражом в журнале «Уральский следопыт».
В 1991 году Минбыт, в котором трудился Камиль, был ликвидирован. Зиганшин создаёт своё малое предприятие, ставшее через семь лет одним из самых успешных в России в области радиосвязи. После этого последовали контракты на работу в «Вымпелком» («Билайн»), в банке «Банк Москвы». С 2001 по 2016 года возглавляет Уфимское предприятие радиосвязи «ШОК».
Начиная с 2008 года, всё большую часть времени посвящает литературному творчеству и путешествиям. К тому времени увидели свет новые повести о диких животных «Маха или история жизни кунички», «Боцман», «Таежные истории» (на башкирском языке), романы о староверах «Скитники»(2006.), «Золото Алдана» (2010, 2011, 2012, 2014, 2021 г.г), «Хождение на Студёное море» (2020, 2021), повесть «Возвращение росомахи» (2015, 2018 на башкирском), сборник из четырёх повестей под этим же названием (2017., 2020), книги по следам кругосветки «От Аляски до Эквадора» (2016), «На оборотной стороне Земли»(2017) и многочисленные очерки об экспедициях по самым диким местам планеты. В 2021 году в старейшем российском издательстве «Детская литература», а в 2023 году в башкирском издательстве «Китап» вышли в серии «Школьная библиотека» сборники «Таёжными тропами».
В своих книгах повествует о повадках диких животных, укладе жизни удэгейцев, эвенков и якутов (саха); нелегком труде охотника-промысловика, судьбе старообрядческой общины восточно-сибирской тайги; описывает девственную природу и нравы жителей дальних стран. Затрагивает темы взаимодействия современного человека с природой и бережным использованием её богатств.
Собирая материалы для своих книг, Камиль Фарухшинович постоянно путешествует по России (Дальний Восток, Восточная Сибирь, Полярный и Южный Урал, Кавказ) и труднодоступным, редко посещаемым местам планеты (Гималаи, Непал, Танзания, остров Занзибар, Боливия, Патагония, Кения, Огненная Земля, Перу, Эквадор, Бразилия, вулканы Чили, Аргентины, вулкан Килиманджаро с масаями).
В 2011 году прошёл, участвуя в кругосветной экспедиции «Огненный пояс Земли» все страны Северной и Центральной Америки с восхождением на десятки вулканов Анд и Кордельеров, в том числе на самый высокий на планете вулкан Аконкагуа.
Наряду с творчеством постоянно ведет благотворительную работу. Он учредитель премий «Рыцарь леса», «Уфимская куничка» и «Юные дарования Туймазинского района». Являясь с 1993 года председателем Фонда защиты диких животных Республики Башкортостан, занимается материальной поддержкой охотинспекторов, егерей, охотоведов, лесников, учёных-биологов, журналистов, активно борющихся с браконьерством и занимающихся изучением биологии диких животных. В 2006 году для сохранения и воспроизводства диких животных организовал на Южном Урале в Белорецком районе Башкирии хозяйство «Зуячка» с функцией заказника, площадью охраняемой территории 16 050 гектаров.
В 1995 году Камиля Зиганшина принимают в Союз Писателей РБ, следом в Союз писателей России. В 2001 году избирается членом правления Союза Писателей РБ. В 2018 году избирают членом правления Союза писателей России. В 2020 году его включают в состав Высшего Творческого совета Ассоциации профессиональных союзов писателей
России. В 2004 году за заслуги в области культуры ему присваивается звание «Заслуженный работник культуры РБ». В 2011 году — «Заслуженный работник культуры Российской Федерации».
В 2000 году за многолетнюю плодотворную работу по развитию литературы награждается Почетной грамотой РБ — высшей наградой Республики, и дипломом Международного Фонда славянской письменности и культуры. В 2006 году возглавляемое им уфимское предприятие связи «ШОК» отмечается Правительством РБ Дипломом I степени «За вклад в развитие экономики Башкортостана».
В 2010 году он награждается орденом «За вклад в просвещение» и памятной золотой медалью имени Антона Павловича Чехова. В 2012 году его дилогия о староверах отмечена Государственной премией Республики Башкортостан имени Салавата Юлаева. В 2014 году Камилю Зиганшину присуждается, медаль Василия Шукшина, в 2015 году — медаль Михаила Шолохова.
В 2019 году Камиля Фарухшиновича избирают Почётным председателем Башкирского отделения Русского географического общества.
В 2012 году его дилогия о староверах «Золото Алдана» отмечается Государственной премией Республики Башкортостан имени Салавата Юлаева. В 2016 году она удостаивается «Большой литературной премии России». В 2020 году за книги для детей и юношества ему присуждается Государственная премия Президента России Владимира Путина. В 2022 году трилогия «Золото Алдана» на Международном литературном конкурсе в Германии была признана «Лучшей книгой 2022 года» в номинации «Крупная проза» с вручением Золотого Диплома. Камиль Зиганшин — лауреат премии имени Степана Злобина (2001), литературных премий «Имперская культура» имени Эдуарда Володина (2004), имени Алексея Толстого (2005.), премии «Добрая Лира» (2010), всероссийских премий имени Вячеслава Шишкова (2011), Николая Лескова (2012), премии Юрия Рытхэу (2012, 2022), Петра Комарова (2012), имени Ершова (2014), Андрея Платонова (2016.), Ивана Гончарова (2018), Русский Гофман (2019), Уральского Федерального округа (2019), «Интеллигентный сезон» (2019), обладатель Золотого Диплома фонда «Золотой витязь» (2016), финалист премии имени Василия Шукшина (2011), диплом о присвоении звания «Золотое перо Руси» (2020), первая Арктическая премия (2021), лауреат премии Валентина Распутина (2022), Владимира Арсеньева (2022), Всероссийская литературная Пушкинская премия "Капитанская дочка" (2024),  Орден Салавата Юлаева (2025).
Более подробно с творчеством Камиля Зиганшина (включая фотоотчёты об экспедициях) можно ознакомиться личном на сайте автора — www.ziganshin.ru.

## Общественная позиция
В 2022 году подписал письмо в поддержку российского военного вторжения на Украину.

### Благотворительная деятельность
Помимо творчества и бизнеса Камиль участвует в благотворительных проектах, таких как премия «Рыцарь леса», «Уфимская куничка» и «Юные дарования Туймазинского района». Являясь с 1993 года учредителем и председателем Фонда защиты диких животных РБ, занимается материальной поддержкой охотинспекторов, егерей, охотоведов, лесников, учёных-биологов, журналистов, активно борющихся с браконьерством и занимающихся изучением биологии диких животных. В 2006 году для сохранения и воспроизводства диких животных организовал на Южном Урале в Белорецком районе Башкортостана хозяйство «Зуячка» с функцией заказника, площадью охраняемой территории 16 050 гектаров.

## Личная жизнь
С 1975 года живёт в Уфе со своей семьей: супруга — Татьяна Зиновьевна Зиганшина (Коскина). В том же году у них родился старший сын Марат. Позже от этого брака появилось еще четверо детей (второй сын и три дочери).

## Отзывы
Как самобытного писателя Камиля Зиганшина высоко ценили духовный пастырь народов Башкирии Мустай Карим, народный поэт Равиль Бикбаев и секретарь СП России Михаил Чванов.
Классик русской литературы Валентин Распутин в своей рецензии на роман «Скитники» отметил, что его «поразила сочность и красочность языка писателя». Председатель Союза писателей России Валерий Ганичев добавил: «Можно смело сказать, что никто сейчас в России так пронзительно, со знанием дела не пишет о живой природе, как Камиль Зиганшин».
Николай Дроздов в своей рецензии на повесть «Возвращение росомахи» написал «Проза Камиля Зиганшина являет собой редкое счастливое сочетание — она подробна, остросюжетна и вместе с тем высокодуховна…».
А Мустай Карим добавил: «Книги Камиля нельзя торопливо пробежать глазами. По ним нужно пробираться не спеша, как по тайге, сосредоточенно, зорко озираясь вокруг и, конечно, размышляя».

## Труды
Повести для детей и юношества:
- Антология «Всходы»[2] (1988 г.),
- Повесть «Щедрый Буге»[3] (1996 г.),
- Книга «Таежные истории» (на башкирском языке),
- Повесть «Маха, или История жизни кунички»[4] (1992 г.),
- Повесть «Боцман, или История жизни рыси»[5] (2002 г.),
- Повесть «Возвращение росомахи»[6] (2015 г.),

Исторические романы о старообрядцах и эвенках:
- Роман «Скитники»[7] (2004 г.),
- Роман «Золото Алдана»[8] (2010 г.).
- Роман «Хождение к Студёному морю» (2020 г.)
- Сборник повестей «Таежными тропами» (2021)

а также книги о путешествиях:
- Книга «От Аляски до Эквадора»[9] (2016 г.),
- Книга «На обратной стороне Земли: от Эквадора до Огненной земли»[10] (2018 г.),

Некоторые, особенно полюбившиеся книги, выдержали до пяти переизданий. Он автор многочисленных путевых очерков о самых труднодоступных уголках планеты.
Рассказы и повести автора публиковались в таких журналах как: «Роман-газета», «Наш современник», «Уральский следопыт» (1988 г.), «Всходы» (1988 г.), «Север», «Дальний Восток», «Великороссъ», «Родная Ладога», «Неман», «Подъём», «Бийский вестник», «День и Ночь», «Яшлик», «Аманат», «Бельские огни», «Аргамак», «Сибирские огни», «Шонкар», «Агидель», «Муравейник», «Северо-Муйские огни», «Литературная газета».

## Премии
Камиль Зиганшин — лауреат российской литературной премии «Имперская культура» имени Эдуарда Володина (2004 г.), международного конкурса детской и юношеской художественной литературы имени Алексея Толстого (2005 г.), премии «Добрая Лира» (2010 г.), всероссийских премий имени Вячеслава Шишкова (2011 г.), Николая Лескова (2012 г.), премии Юрия Рытхэу (2012), Петра Комарова; имени Ершова (2014 г.), Андрея Платонова (2016 г.), Ивана Гончарова (2018 г.), Русский Гофман (2019г), Уральского Федерального округа (2019), «Интеллигентный сезон» (2019), а также башкирской — имени Степана Злобина (2001 г.),; обладатель Золотого Диплома фонда «Золотой витязь» (2016 г.), Финалист премий имени Василия Шукшина (2011г), диплом о присвоении звания «Золотое перо Руси» (2020г)
- Премия Президента Российской Федерации в области литературы и искусства за произведения для детей и юношества (2019)[11] — «За вклад в развитие гуманистических традиций отечественной детской литературы»
- Республиканская литературная премия имени С. П. Злобина (2001)
- Всероссийская премия «Имперская культура» им. Эдуарда Володина (2004)
- Премия Международного конкурса детской и юношеской художественной литературы им. А. Н. Толстого (2005)
- Литературно-педагогическая премия «Добрая лира» (2010)
- Государственная премия Республики Башкортостан имени Салавата Юлаева (2012) за дилогию о староверах «Скитники»(2006), «Золото Алдана» (2010)
- Всероссийская литературная премия имени Вячеслава Шишкова (2011)
- Всероссийская литературная премия имени Н. А. Лескова (2012)
- Литературная премия имени Юрия Рытхэу (2012) за дилогию «Золото Алдана» (2012)
- Премия Министерства культуры Хабаровского края имени Петра Комарова за роман «Скитники» (2012)
- Международная литературная премия имени П. П. Ершова за произведения для детей и юношества (2014)
- Всероссийская литературная премия «Умное сердце» имени Андрея Платонова (2016)
- Золотой Диплом фонда «Золотой витязь» (2016)
- Большая литературная премия России (2016)
- Международная литературная премия имени И. А. Гончарова в номинации «Мастер литературного слова» (2018)
- Победитель литературного фестиваля-конкурс «Русский Гофман» (2019)
- Первая премия литературного фестиваля «Интеллигентный сезон» (2019)
- Литературная премия Полномочного представителя Президента Российской Федерации по Уральскому федеральному округу Николая Цуканова (2019)
- Литературная премия имени Юрия Рытхэу (2022)
- Национальная литературная премия имени Валентина Распутина (2022)
- Всероссийская Арктическая литературная премия имени Виталия Маслова (2022)
- Золотой диплом Германского Международного литературного конкурса «Лучшая книга года» (2022)
- Диплом журнала «Дальний Восток» (2022)
- Общероссийская литературная премия «Дальний Восток» имени В. К. Арсеньева (2022)
- Общероссийская литературная премия имени Владимира Арсеньева «Дальний Восток» (2023)
- Международная литературная премия имени Фазиля Искандера (2023)
- Всероссийская литературная Пушкинская премия "Капитанская дочка-2024" (2024)

## Награды и членство
- Премия Президента Российской Федерации в области литературы и искусства за произведения для детей и юношества (2019)[11] — «За вклад в развитие гуманистических традиций отечественной детской литературы» (2019)
- Заслуженный работник культуры Республики Башкортостан (2004)
- Орден «За вклад в просвещение» — высшая общественная награда заслуги в области просвещения, образования и духовно-нравственного воспитания детей и юношества (2010)
- Золотая медаль лауреата Литературной премии имени А. П. Чехова «За вклад в русскую современную литературу» (2010)
- Заслуженный работник культуры Российской Федерации (22 ноября 2011 года) — за заслуги в области культуры и многолетнюю плодотворную работу[12] (2011)
- Памятная медаль имени А. П. Чехова (2011)
- Медаль Василия Шукшина — Всероссийская общественная награда за большой вклад в многонациональную российскую литературу (2014)
- Медаль лауреата Международной премии имени М. М. Шолохова (2015)
- "Золотое перо Руси (2020)
- Почётный гражданин города Туймазы Республики Башкортостан (2020)
- Заслуженный работник культуры Башкортостана.
- Член Союза писателей России с 1995 года.
- Член Правления Союза писателей России.
- Член Творческого совета Ассоциации писателей и издателей России
- Почётный председатель Башкирского отделения Русского географического общества.
- Учредитель и председатель Фонда защиты диких животных Республики Башкортостан (c 1993[13])
- Народный писатель Республики Башкортостан (2022)[14]
- Орден Салавата Юлаева (2025)[15]

## Награды за общественно-политическую деятельность
- Почётная грамота президента Республики Башкортостан (2001)
- Диплом Международного фонда славянской письменности и культуры за развитие экологического движения (2002)
- Диплом первой степени Правительства Республики Башкортостан (2006)
- Почётная грамота Башкирского отделения Союза писателей России (2007)
- Грамота общественной палаты Республики Башкортостан (2013)
- Благодарность Центра ЮНЕСКО в Российской Федерации (2013)
- Благодарственное письмо Первого Вице-президента РГО А. Н. Чилингарова за работа на посту председателя Башкирского отделения Русского географического общества (2014)
- Почётная грамота Председателя Государственного собрания Республики Башкортостан (2015)
- Благодарственное письмо Министра природопользования и экологии РБ (2017)
- Грамота Союза охраны птиц России (2018)
- Благодарность посольства Республики Беларусь (2018)
- Благодарность Главы Республики Башкортостан за работа на посту председателя Башкирского отделения Русского географического общества (2019)